# Achatius von Byzanz

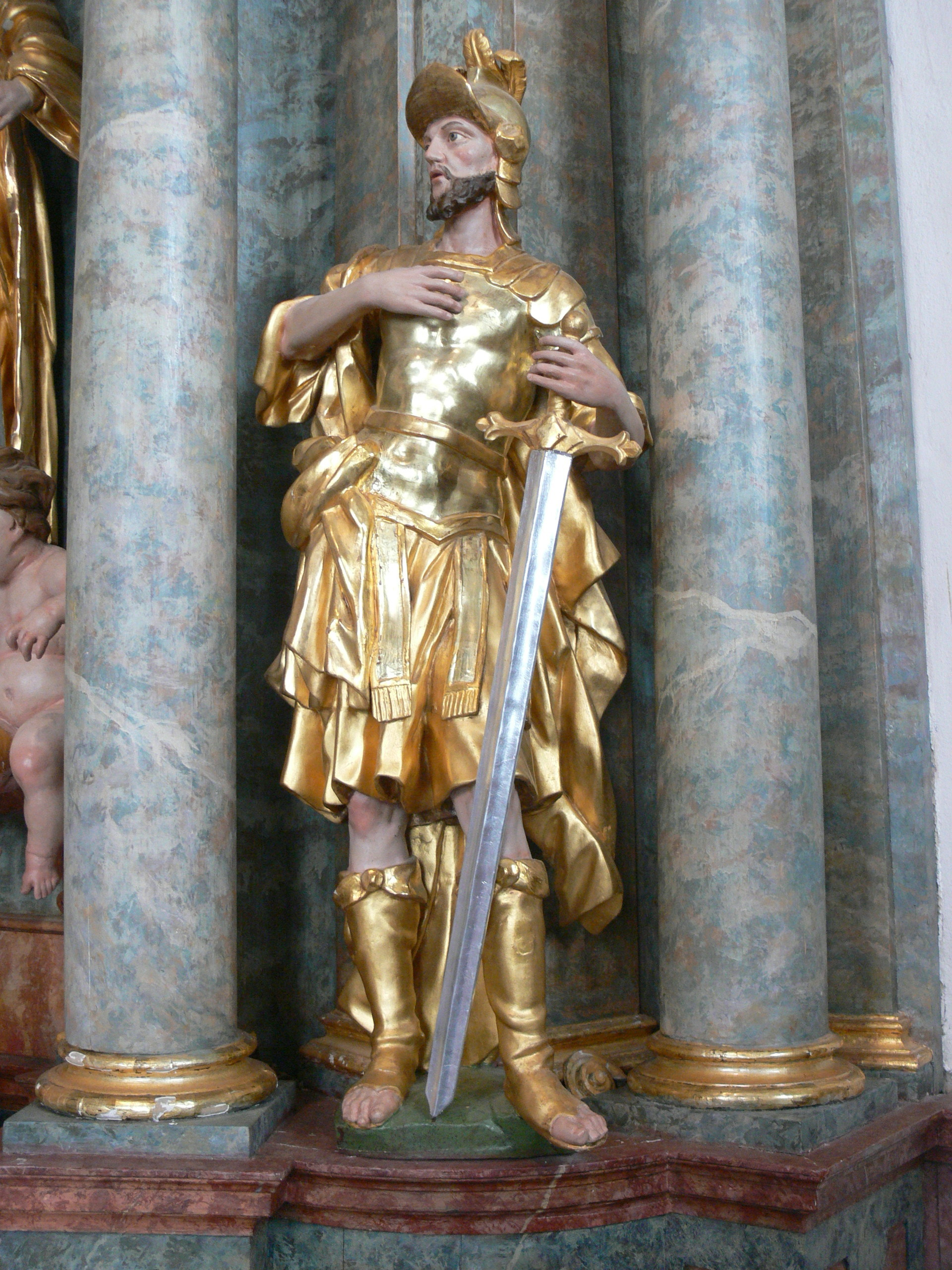
Heiliger Achatius, Kajov (Tschechien)

Achatius von Byzanz (altgriechisch Ακακιος, * ? in Kappadokien; † 303/304 in Byzanz), auch Agathius, Acato von Ávila, Agario genannt, war Soldat, Märtyrer und gehört zu den 14 Nothelfern. Er wird manchmal mit Achatius von Armenien verwechselt. Nach der Überlieferung wurde er mit einem gleichnamigen Soldaten verwechselt, der ca. 304 in Byzanz, dem heutigen Istanbul hingerichtet wurde.

## Leben
Er diente als Hauptmann in der römischen Armee und war in Thrakien stationiert. Wegen seines christlichen Glaubens wurde er gefoltert, an Pfähle gefesselt und gegeißelt. Wegen seiner „Halsstarrigkeit“ wurde er nach der Geißelung nach Byzanz gebracht, wo die Folterungen fortgesetzt wurden. Anschließend wurde er unter dem römischen Kaiser Maximian in Byzanz enthauptet. Nach der Legende wurde Achatius’ Leichnam in einem Sarg ins Meer geworfen, aber der Sarg ging nicht unter. Die Wellen brachten den Sarg bis zur Küste in Kalabrien. Dort wird er besonders in Squillace verehrt. Reliquien von Achatius liegen auch in Hirsau und Weingarten in Württemberg.
Nach einer Legende bekannten sich noch 9000 Achatius untergebene Soldaten und 1000 weitere Soldaten zum Christentum. Sie wurden aus diesem Grund alle hingerichtet. Diese Hinrichtung ging in die Sage der „Zehntausend Märtyrer“ ein.

## Gedenktag
- Der katholische Gedenktag ist der 8. Mai.
- Der orthodoxe Gedenktag ist der 7. Mai und 21. Juli.
- Der armenische Gedenktag ist der 6. Mai.

## Attribute
Dargestellt wird er mit einem Dornenzweig oder Dornenkranz, aber auch mit Schwert, Streitaxt oder Lanze. In Spanien, in Ávila und Cuenca wird er als „Acato von Ávila“ besonders verehrt.

## Schutzpatron
„Achatius von Byzanz“ ist der Schutzpatron der Soldaten. Er wird aber auch gegen Kopfweh, Todesängste, in ausweglosen Lagen und zur Stärkung bei Zweifel angerufen.

## Kirchen
In Konstantinopel, dem früheren Byzanz, wurden einige Kirchen dem heiligen Achatius geweiht, darunter auch Kirchen, die Kaiser Konstantin bauen ließ. Mitte des 15. Jahrhunderts wurde Achatius von Byzanz in das „Martyrologium Romanum“ aufgenommen und seither wird er auch offiziell als einer der 14 Nothelfer verehrt.